# Tatelori
Tatelori (Tate Lori) ist eine osttimoresische Aldeia im Suco Manapa (Verwaltungsamt Cailaco, Gemeinde Bobonaro). 2015 lebten in der Aldeia 495 Menschen.

## Geographie
Tatelori bildet den Großteil des Nordens des Sucos Manapa. Südlich und östlich liegt die Aldeia Lugululi und nordwestlich, jenseits des Flusses Bulobo, die Aldeia Tapomeak (Tapo Meac). Westlich des Bulobos, einem Nebenfluss des Nunuras, befindet sich das Verwaltungsamt Maliana mit seinem Suco Ritabou. Im Norden grenzt Tatelori an den Suco Meligo. Hier folgt der Nakere, ein Zufluss des Bulobos, den Grenzverlauf. Der Lauf des Karbaus entspricht grob der Grenze zu Lugululi. Während das Land am Ufer des Bulobos auf einer Meereshöhe von knapp 150 m liegt, steigt es kontinuierlich nach Osten hin auf über 1000 m an. Hier liegt der nördliche Ausläufer des Berges Leolaco, der durch seine steile Klippen und seine exponierten Lage auffällt.
Durch den Westen der Aldeia führt eine kleine Straße und verbindet die Ortschaften Manapaatas und Roetete mit der Außenwelt in Richtung Süden. Eine Brücke über den Bulobo fehlt. In Roetete befindet sich eine Grundschule. In Manapaatas liegt ein großer Friedhof. Das Zentrum und der Osten der Aldeia ist unbesiedelt.
2023 hatte die Aldeia Tatelori noch keinen Anschluss an das nationale Stromnetz.

## Politik
2023 wurde Rui Loco Mau zum Chefe de Aldeia gewählt.